# Casquete de hielo

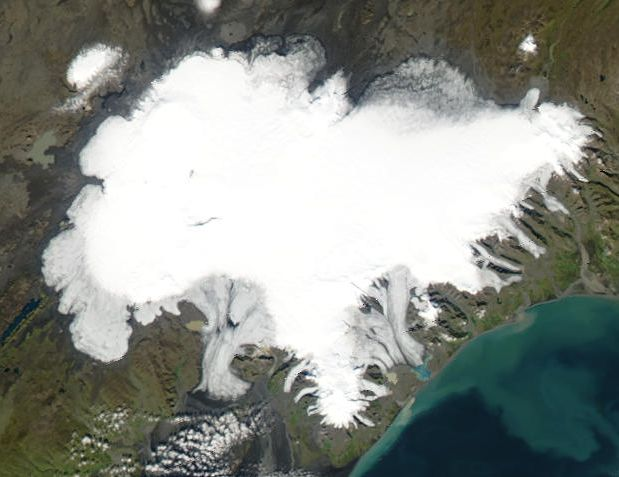
El casquete de hielo de Vatnajökull, Islandia

Un casquete de hielo o casquete glaciar es una masa de hielo que cubre un área menor que 50.000 km² (generalmente en una zona elevada). Las masas de hielo mayores son designadas como mantos de hielo o indlandsis.
Los casquetes de hielo o casquetes glaciares no están limitados por la topografía (p.e., pueden cubrir montañas) pero su "domo" se encuentra generalmente centrado alrededor del punto más alto de un macizo. El hielo fluye a partir de este punto más elevado (la divisoria de hielo) en dirección a la periferia de la capa de hielo.
Vatnajökull es un ejemplo de un casquete de hielo, en Islandia.